# Lyces
Lyces là một chi bướm đêm thuộc họ Notodontidae. Chi này gồm các loài sau:
- Lyces andosa  (Druce, 1911)
- Lyces angulosa  Walker, 1854
- Lyces annulata  (Dognin, 1909)
- Lyces ariaca  (Druce, 1885)
- Lyces attenuata  J.S. Miller, 2009
- Lyces aurimutua  Walker, 1854
- Lyces banana  (Warren, 1901)
- Lyces constricta  (Warren, 1901)
- Lyces cruciata  (Butler, 1875)
- Lyces ena  (Boisduval, 1870)
- Lyces enoides  Boisduval, 1870
- Lyces eterusialis  Walker, 1864
- Lyces flavissima  Walker, 1854
- Lyces fluonia  (Druce, 1885)
- Lyces fornax  Druce, 1885
- Lyces gopala  (Dognin, 1891)
- Lyces ignorata  (Hering, 1925)
- Lyces latistriga  (Hering, 1925)
- Lyces longistria  (Warren, 1904)
- Lyces minuta  (Druce, 1885)
- Lyces patula  (Walker, 1864)
- Lyces solaris  (Schaus, 1892)
- Lyces striata  (Druce, 1885)
- Lyces tamara  (Hering, 1925)
- Lyces vulturata (Warren, 1904)